# 宇波弘貴
宇波 弘貴（うなみ ひろたか、1964年11月28日 - ）は、日本の財務官僚。主計局次長、内閣総理大臣秘書官、財務省大臣官房長を経て、主計局長。

## 人物
都立西高等学校、東京大学経済学部卒業後、1989年 大蔵省入省。1991年 マサチューセッツ工科大学に入学し、ポール・クルーグマン教授の指導を受け、1993年修了（MBA取得）。1995年には伊勢税務署長となり税金の賦課・徴収に当たる業務の厳しさを教えられ、政策立案における国・地方の問題を考える上で大事な視点を教えてくれたと語る。1996年 課長補佐として厚生省に出向し、児童家庭局で臨時増設されたタコ部屋で50年振りとなる児童福祉法改正、児童虐待防止法の原案作成に従事する。保険局では引き続きタコ部屋で医療保険改革に取り組んだ。寝食も忘れて取り組み役人としての原点になったと語る。主計局総務課課長補佐などを経て、2000年から主計官補佐として年金、外務省、ODA、医療保険の予算査定を担当する。高齢者医療制度改革、診療報酬・薬価改定など、苦労した思い出とともに、その一端に関わる中で、社会保障制度改革に対する自分自身の思いも強くなっていったと語る。フランス日本国大使館参事官としては日仏国交150周年の節目に当たり、二国間経済関係強化に向けて、租税条約の改定や社会保障協定の制定などに携わった。2008～2009年、麻生内閣で与謝野経財相が社会保障と税の一体改革の中期プログラムを法制化した際、財務省主税局企画官として原案を起草した。2011年 内閣官房長官秘書官事務取扱、2013年 主計官となり経済産業、厚生労働の予算を担当する。2016年6月 大臣官房総合政策課長。2018年7月27日 主計局次長、内閣官房副長官補付内閣官房プレミアム付商品券施策推進室併任。2021年10月4日 岸田内閣総理大臣秘書官2023年7月4日 大臣官房長。2024年7月5日 現職。

## 略歴
- 1989年4月：大蔵省入省[7][8]
- 1991年：米・マサチューセッツ工科大学経営学大学院入学[2]
- 1993年：同修了、MBA取得[2]
- 1993年7月：主税局国際租税課租税協定第一係長[9]
- 1995年7月：伊勢税務署長[2]
- 1996年7月：厚生省児童家庭局
- 1997年：厚生省保険局
- 1998年：主計局総務課課長補佐（企画）[1]
- 1999年：主計局調査課課長補佐
- 2000年7月：主計局主計官補佐（厚生・労働第五係主査）（年金担当）[2]
- 2001年1月：財務省主計局主計官補佐（厚生労働第五係主査）（年金担当）[2]
- 2001年7月：主計局主計官補佐（外務、経済協力第一係主査）
- 2002年7月：主計局主計官補佐（厚生労働第三係主査）（医療保険担当）
- 2004年：国際局開発政策課課長補佐（総括・企画・予算）[1]
- 2005年：外務省在フランス日本国大使館参事官
- 2008年7月：大臣官房企画官兼主税局総務課兼主税局調査課
- 2009年4月：内閣官房内閣参事官（内閣総務官室）（兼内閣官房副長官補付）兼内閣官房安心社会実現会議事務局参事官
- 2011年7月：主税局調査課長兼内閣官房内閣参事官（内閣官房副長官補付）兼内閣官房社会保障改革担当室参事官
- 2011年8月：大臣官房付（内閣官房長官秘書官事務取扱）
- 2012年12月：主税局調査課長兼内閣官房内閣参事官（内閣官房副長官補付）兼内閣官房社会保障改革担当室参事官
- 2013年6月：主計局主計官（司法・警察、経済産業、環境係担当）
- 2014年7月：主計局主計官（厚生労働係第一担当）
- 2016年6月：大臣官房総合政策課長
- 2017年7月：兼大臣官房政策金融課長兼大臣官房信用機構課長
- 2018年7月：主計局次長
- 2021年10月：内閣総理大臣秘書官[10]
- 2023年7月：大臣官房長
- 2024年7月：主計局長[6]